# Pycnogaster algecirensis
Pycnogaster algecirensis är en insektsart som beskrevs av Bolívar, I. 1926. Pycnogaster algecirensis ingår i släktet Pycnogaster och familjen vårtbitare. Inga underarter finns listade i Catalogue of Life.